# Землянки (Волчанский район)
Землянки́ (укр. Землянки) — село,
Землянский сельский совет,
Волчанский район,
Харьковская область.
Код КОАТУУ — 6321683201. Население по переписи 2001 г. составляет 338 (154/184 м/ж) человек.
Является административным центром Землянского сельского совета, в который, кроме того, входит село
Бударки.

## Географическое положение
Село Землянки находится, в основном, на левом берегу реки Волчья, на границе с Россией, выше по течению примыкает хутор Старый (Россия), ниже — село Бударки.

## История
- 1850 — дата основания.

## Экономика
- В селе есть овце-товарная ферма.
- «ЛАН», сельскохозяйственный производственно-обслуживающий кооператив.

## Объекты социальной сферы
- Школа.

## Достопримечательности
- Братская могила советских воинов. Похоронено 80 воинов.
- Памятник воинам-односельчанам. 1941—1945 г.